# Вамперс, Жан-Мари
Жан-Мари Вамперс (нидерл. Jean-Marie Wampers; род. 7 апреля 1959, коммуна Уккел, Брюссельский столичный регион, Бельгия) — бельгийский профессиональный шоссейный велогонщик в 1981—1992 годах. Победитель велогонки Париж — Рубе (1989).

## Достижения
1979
3-й Тур провинции Намюр — Генеральная классификация
1-й — Этап 1
1980
1-й  Чемпион Бельгии — Групповая гонка (любители)
3-й Triptyque ardennais — Генеральная классификация
1-й — Этап 3b
1981
3-й Джиро дель Лацио
4-й Джиро дель Эмилия
5-й Милан — Турин
6-й Гран Пьемонте
7-й Кубок Бернокки
9-й Гран-при Бруно Бегелли
1982
1-й Гран-при города Камайоре
7-й GP Industria & Commercio di Prato
10-й Джиро дель Аппеннино
1983
2-й Circuit des frontières
4-й Гран-при Исберга
5-й Гран-при Эдди Меркса
6-й Париж — Тур
8-й Париж — Брюссель
8-й Трофео Лайгуэлья
1984
1-й Дрёйвенкурс Оверейсе
2-й Схелдепрейс
3-й Натионале Слёйтингспрейс
4-й Халле — Ингойгем
6-й Гран-при Эдди Меркса
7-й Брабантсе Пейл
10-й Тур Бельгии — Генеральная классификация
1985
1-й Натионале Слёйтингспрейс
2-й Брабантсе Пейл
9-й Тур Фландрии
1986
1-й Эшборн — Франкфурт
1-й — Этап 4
3-й Гент — Вевельгем
3-й Гран-при Фурми
4-й Брабантсе Пейл
6-й Четыре дня Дюнкерка — Генеральная классификация
1-й — Этап 4
9-й Париж — Брюссель
1987
3-й Брабантсе Пейл
4-й Дварс дор Фландерен
9-й Четыре дня Дюнкерка — Генеральная классификация
10-й Три дня Де-Панне — Генеральная классификация
1988
5-й Тур Берна
1989
1-й Париж — Рубе
1-й Схелдепрейс
1-й Эшборн — Франкфурт
2-й Ле-Самен
6-й Омлоп ван хет Васланд
7-й E3 Харелбеке
10-й Гран-при Марсельезы
1990
5-й Париж — Рубе
5-й Гент — Вевельгем
8-й E3 Харелбеке
1992
1-й Бенш — Шиме — Бенш

## Статистика выступлений

### Гранд-туры
| Гранд-тур                 | 1981 | 1982 | 1983 | 1984 | 1985 | 1986 | 1987 | 1988 | 1989 |
| ------------------------- | ---- | ---- | ---- | ---- | ---- | ---- | ---- | ---- | ---- |
| Джиро д’Италия            | 94   | —    | —    | —    | —    | —    | —    | —    | —    |
| Тур де Франс              | —    | —    | НФ   | —    | 117  | —    | —    | —    | 133  |
| (c 2010 ) Вуэльта Испании | —    | —    | —    | —    | —    | —    | —    | —    | —    |

| —  | Не участвовал  |
| НФ | Не финишировал |